# Краска (фильм)
«Краска» (англ. Paint) — американский художественный фильм в жанре комедийной драмы режиссёра Брита Макадамса, главные роли в котором сыграли Оуэн Уилсон, Стивен Рут, Венди Маклендон-Кови. Премьера состоялась 7 апреля 2023 года.

## Сюжет
Действие картины происходит в 1955 году. Сюжет сконцентрирован вокруг школьного конкурса.

## В ролях
- Оуэн Уилсон
- Стивен Рут
- Венди Маклендон-Кови
- Микаэла Уоткинс
- Сиара Рене

## Производство и премьера
Сценарий фильма был написан Бритом Макадамсом к 2010 году и попал в «Чёрный список» нереализованных идей. 16 апреля 2021 года стало известно о начале работы над фильмом. Макадамс занял режиссёрское кресло, главные роли получили Оуэн Уилсон, Стивен Рут, Венди Маклендон-Кови, Микаэла Уоткинс, Сиара Рене. В мае к касту присоединилась Люси Фрейер.
Съёмки проходили в Олбани (Нью-Йорк) с апреля по июнь 2021 года. Премьера фильма запланирована на 7 апреля 2023 года.

## Критика
На сайте Rotten Tomatoes фильм имеет рейтинг 32 % основанный на 104 отзывах, со средней оценкой 5.1/10. 